# Вельф IV
Вельф IV (нім. Welf IV; бл. 1030/1040 — 9 листопада 1101) — герцог Баварський (Вельф I) 1070–1077, 1096–1101, син маркграфа Альберто Аццо II д'Есте і Кунігунди Альтдорфської, сестри герцога Каринтії Вельфа III. Родоначальник другого дому Вельфів.

## Біографія

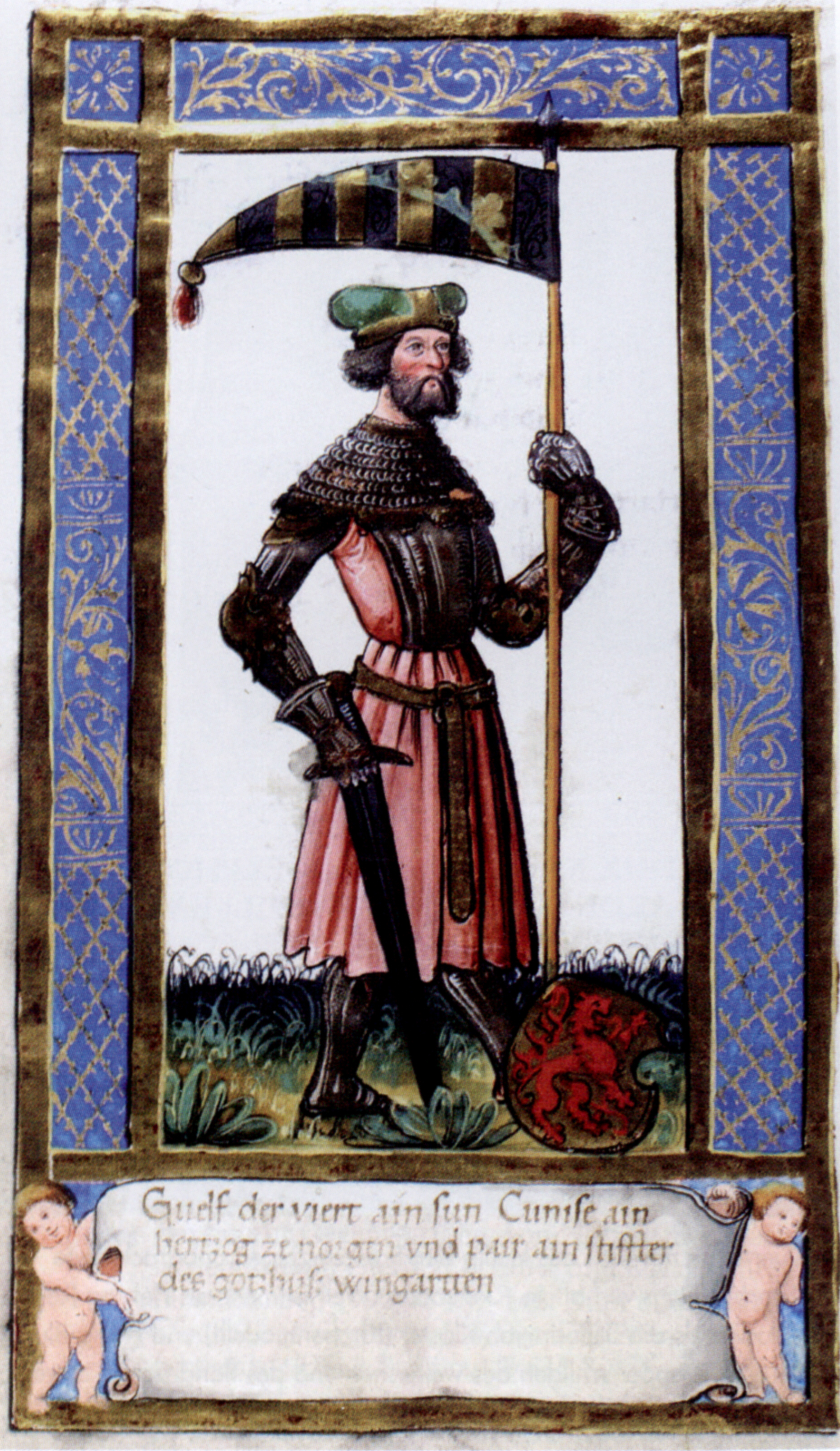
Вельф IV. Ідеалізований портрет. 1500 рік. Штутгарт, Вюртембергська земельна бібліотека, код Q 584, fol. 25в

1055 року помер Вельф III, граф Альтдорф і герцог Каринтії. Він володів великими земельними володіннями в Швабії, Реції і Баварії. Оскільки прямих спадкоємців у нього не було, Вельф III заповідав усі володіння монастирю Альтдорф, де абатисою була його мати — Іміца, вдова графа Вельфа II. Вона ж вирішила передати ці володіння Вельфу IV, сину своєї доньки Кунігунди і італійського маркграфа Альберто Аццо II д'Есте.
Отримавши спадок, Вельф перебрався до Німеччини, де одружився з дочкою герцога Баварії Оттона Нортхеймського.
У 1070 розгорівся конфлікт між Оттоном Нордгеймським і імператором Священної Римської імперії Генріхом IV. Оттон, який отримав Баварію від вдовуючої імператриці Агнеси де Пуатьє, матері Генріха IV, під час малолітства останнього, володів землями на західній і південній околицях гірського масиву Гарц. Ставши повнолітнім, Генріх IV спробував повернути контроль над Гарцем, а володіння Оттона перешкоджали політиці імператора. У підсумку Генріх IV звинуватив Оттона в плануванні замаху на імператора і позбавив титулу герцога Баварії. Вельф не став підтримувати тестя. Його шлюб був бездітний, тому Вельф скористався моментом і розлучився з дочкою Оттона. У підсумку в Різдво 1070 Генріх IV передав титул герцога Баварії Вельфу.
Коли почалася боротьба за інвеституру між імператора Генріхом IV і папою, Вельф в березні 1077 підтримав обрання антикоролем Рудольфа Швабського. За це Генріх IV змістив Вельфа, який у травні 1077 втік до Угорщини, з поста герцога Баварії, утримавши герцогство за собою.
Однак незабаром Вельф повернувся до Німеччини. Він став одним з воєначальників, що билися проти імператора. У серпні 1078 армія, очолювана Вельфом і Бертольдом II Церінгенським в битві на річці Неккар розбила селянську армію імператора.
Після того, як в 1080 антикороль Рудольф Швабський загинув в битві при Ельстер, Вельф надавав усіляку підтримку його синові, Бертольду Рейнфельдському, обраному в 1079 швабською знаттю герцогом на противагу імператорському ставленику — Фрідріху I Штауфену. Вельф в союзі з Бертольдом II Церінгенським активно брав участь в розв'язаній в Швабії війні. Влітку 1081 Вельф підтримав обрання нового антикороля — Германа Зальмського. На початку 1084 Вельф захопив і розграбував Аугсбург, проте в серпні був змушений залишити місто, до якого наближалася армія імператора.
В 1086 році Вельф в союзі з антикоролем Германом Зальмським в битві при Блейсфілді на річці Майн розбив армію Генріха IV. 12 квітня 1088 Вельф знову захопив Аугсбург, взявши в полон князя-єпископа Зігфріда II.
Успішний спротив Вельфа поступово призвів імператора Генріха IV до думки повернути йому Баварію і укласти з ним мир. Переговори почалися в Різдво 1089 в Регенсбурзі і продовжилися в лютому 1090 в Шпаєрі. Однак ще в 1089 році папа Урбан II завдяки дипломатії домігся укладення шлюбу між противницею Генріха IV сорокатрирічною маркграфинею Тосканською Матильдою і сімнадцятирічним Вельфом V, сином Вельфа IV. Через це переговори про мир між імператором і Вельфом IV успіхом не увінчалися, а сам Вельф вступив в союз з Папою Римським проти Генріха IV. Союз призвів до концентрації влади на півдні Німеччини та півночі Італії в руках супротивників імператора.
Однак незабаром переговори між Вельфом і Генріхом IV, який успішно проводив кампанію в Італії, поновилися. У серпні 1091 Вельф IV вирушив до Верони, де знаходився табір імператора, але переговори знову успіхом не увінчалися, Вельф відмовився визнати папою Виберта, суперника Урбана.
Незабаром боротьба Вельфа проти імператора відновилася. В 1093 Вельф знову напав на Аугсбург. У тому ж році Вельф підтримав заколот Конрада, старшого сина Генріха IV, який був зведений в Мілані на трон короля Італії.
Проте взимку 1095 року Вельф V розлучився з Матільдою Тосканською, що ознаменувало розпад вельфсько-тосканського союзу. Влітку Вельф IV повернувся в Германію і відновив переговори з імператором. У підсумку, в 1096 році Вельф IV і Генріх IV помирилися, при цьому Вельф знову отримав Баварію.
У 1097 році після смерті батька Вельф IV вирушив до Італії, щоб пред'явити права на батьківську спадщину, на яку претендували також його брати Фулько і Гуго (Уго), сини від другого шлюбу з Гарсендою Менською. Але в підсумку успіху Вельф не добився, всі володіння батька успадкував Фульк.
В 1098 володіння Вельфа збільшилися коштом Східної Швабії.
У квітні 1101 немолодий вже Вельф IV вирушив в хрестовий похід. Однак в Єрусалимі він захворів і помер в дорозі додому в Пафосі на Кіпрі. Його останки пізніше були привезені до Німеччини й поховані в родовій гробниці в абатстві Вайнгартен в Альдторфі.

## Родина

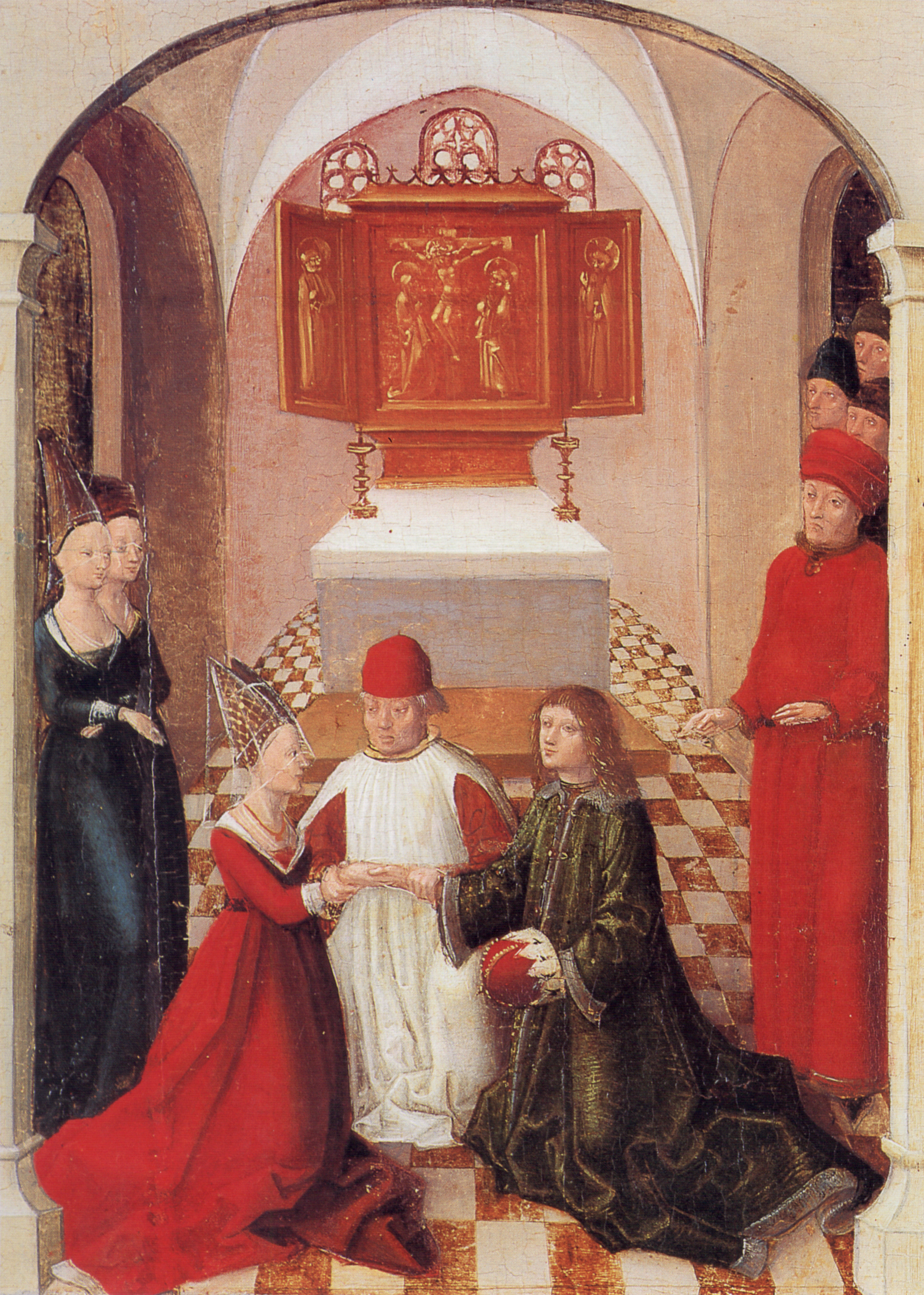
Одруження Вельфа IV и Юдіт Фландрської

1 Дружина — N, італійка. Про цей шлюб повідомляє К. Джордан, проте ніяких інших свідчень про цей шлюб немає.
2 Дружина (після 1061) — Етелінда (пом. після 1070), донька Отона Нортхеймського, герцога Баварії, та Ріхези, розлучились 1070 року
Діти: не було.
3 Дружина (з бл. 1071) — Юдіт Фландрська (бл. 1033 —1094), дочка Бодуена IV Бородатого, графа Фландрії і Елеонори Нормандської, вдова Тостіга Годвінсона, ерла Нортумбрії.
Діти:
- Вельф V (бл. 1073—1124) — герцог Баварії (Вельф II) з 1101.
- Генріх IX Чорний (бл. 1074—1126) — герцог Баварії з 1124.
- Кунігунда (Куніца) (пом. 1120) — чоловік: Фрідріх III Рохо (пом. 1096), граф Діссена.